# Conservatoire à rayonnement régional des Pays de Savoie
 (signalé en août 2025).
Si vous disposez d'ouvrages ou d'articles de référence ou si vous connaissez des sites web de qualité traitant du thème abordé ici, merci de compléter l'article en donnant les références utiles à sa vérifiabilité et en les liant à la section « Notes et références ».
- Archive Wikiwix
- Bing
- Cairn
- DuckDuckGo
- E. Universalis
- Gallica
- Google
- G. Books
- G. News
- G. Scholar
- Persée
- Qwant
- (zh) Baidu
- (ru) Yandex
- (wd) trouver des œuvres sur Wikidata

Vous pouvez aider à l'améliorer ou bien discuter des problèmes sur sa page de discussion.
Le conservatoire à rayonnement régional des Pays de Savoie est un établissement d'enseignement musical, chorégraphique et dramatique. Il se compose de 2 établissements, un à Annecy (conservatoire à rayonnement régional d'Annecy - Pays de Savoie) et l'autre à Chambéry (conservatoire à rayonnement régional de Chambéry - Pays de Savoie).

## Historique

### L'association Annecy-Chambéry
En novembre 2004, les deux écoles nationales de musique, danse et art dramatique de Chambéry et d’Annecy ont été reclassées en conservatoire à rayonnement régional des Pays de Savoie en préfiguration, à la suite d'une inspection du ministère de la Culture. En mai 2008, l’État a confirmé ce classement pour une durée de sept années.

### Liste des directeurs successifs
Jean-Paul Odiau et Mireille Poulet-Mathis dirigent chaque établissement. Benoît Bessé a été pendant 10 ans directeur adjoint chargé de la coordination (jusque février 2016).

## Le Conservatoire à rayonnement régional aujourd'hui

### Diplômes délivrés
Le conservatoire délivre le DEM (diplôme d'études musicales), le DEC (diplôme d'études chorégraphiques) et le DET (diplôme d'études théâtrales).
Mais, progressivement, s'est mis en place depuis la rentrée 2006 un troisième cycle à trois branches  :
- un cursus non diplômant ;
- un cycle de pratique amateur, le CPA,  délivrant le certificat d'études musicales (CEM - entre 2 et 4 ans avec au minimum 300 heures de pratique) ; en danse, le certificat d'études chorégraphiques (CEC - 5 heures 30 à 12 heures par semaine) ; en théâtre, le certificat d'études théâtrales (CET - entre 1 et 3 ans avec 6 à 12 heures par semaine) ;
- un cycle d'enseignement professionnel initial (préfiguration CEPI), qui délivre le diplôme d'études musicales (DEM), le diplôme d'études chorégraphiques (DEC) ou le diplôme d'études théâtrales (DET) en attendant le diplôme national d'orientation professionnelle (DNOP) dont les épreuves se dérouleront au niveau régional (entre 2 et 4 ans avec au minimum 750 heures validées de pratique pour la musique, 1 024 heures pour la danse et 1 056 heures pour le théâtre). En théâtre sera  délivré le DNOP art dramatique.

Ces nouveaux diplômes  sont amenés à remplacer progressivement les DEM, DEC et DET.
Ce nouveau cursus fait l'objet d'un décret du 16 juin 2005.

Le CRR accueille des classes à horaires aménagés au collège, au lycée ainsi qu'à l'IUT :
- CHAM collège : à Annecy en partenariat avec le collège des Balmettes, à Chambéry en partenariat avec le collège Louise-de-Savoie ;
- CHAM lycée : à Annecy en partenariat avec les lycées Gabriel-Fauré et Baudelaire, à Chambéry en partenariat avec le lycée Vaugelas ;
- CHAM IUT : à Annecy et Chambéry en partenariat avec l'université de Savoie (DUT MPh, GEII et GMP à Annecy, GACO au Bourget-du-Lac).

### Enseignement

#### Études musicales
Violon, alto, violoncelle, contrebasse, piano, orgue, clavecin, guitare, harpe, percussions, flûte à bec, flûte traversière, hautbois, clarinette, basson, saxophone, cor, trompette, trombone, tuba, chant, formation musicale, culture musicale, analyse, écriture, esthétique, histoire de la musique, composition, déchiffrage, accompagnement piano, jazz, musiques actuelles (amplifiées et chanson), direction de chœur et d’orchestre, pratiques collectives (orchestres à cordes, symphoniques, d’harmonies, maîtrise, chorales, musique de chambre, ensembles instrumentaux divers…).

#### Études chorégraphiques
Classique, contemporaine, jazz, hip-hop, formation musicale, histoire de la danse, d’anatomie, kinésiologie, expression théâtrale, méthode Feldenkraïss.
Le conservatoire enseigne maintenant 4 disciplines : la danse classique, la danse contemporaine, la danse jazz et le hip-hop. En participation avec le collège des Balmettes, le conservatoire permet d'offrir à certains élèves une chance de faire leur discipline plus souvent donc de travailler plus pour atteindre un meilleur niveau plus rapidement.

#### Études d'art dramatique
Interprétation, improvisation, technique corporelle, diction, voix, lecture, technique vocale…